# Gumme Åkermark
Gudmund (Gumme) Niklas Åkermark, född 24 april 1847 i Göteborg, död 6 september 1927 i Karlstad, var en svensk lantbrukare och målare.
Han var son till grosshandlaren Gudmund Åkermark och Elvira Wimnell samt från 1887 gift med Maria Ulrika Eleonora Wikland (1855–1944). Efter utbildning vid Göteborgs handelsgymnasium och Chalmerska Institutet i Göteborg studerade han vidare vid en lantbruksskola. Han var under flera år verksam som lantbrukare och arrenderade olika egendomar. Han flyttade 1893 till Karlstad där han i fortsättningen var verksam som porträtt- och landskapsmålare. Till hans mer kända verk hör porträtten av biskopsparet Herman Rundgren och Charlotte, född Maule, och det av generaldirektör Mauritz Sahlin. Åkermark är bland annat representerad vid Göteborgs stadsmuseum, Värmlands museum, Nordiska museet, Vänermuseet, Högeruds kyrka, Värmlands regemente och Karlstads kommun. Som illustratör används hans målning av Billeruds bruk som omslag till jubileumsboken om Billeruds AB 100 år  och någon oljemålning från hamnen i Karlstad användes som illustration i boken Från Vänern till Västerhavet. Makarna Åkermark är gravsatta på Västra kyrkogården i Karlstad.